# ريكسدالر

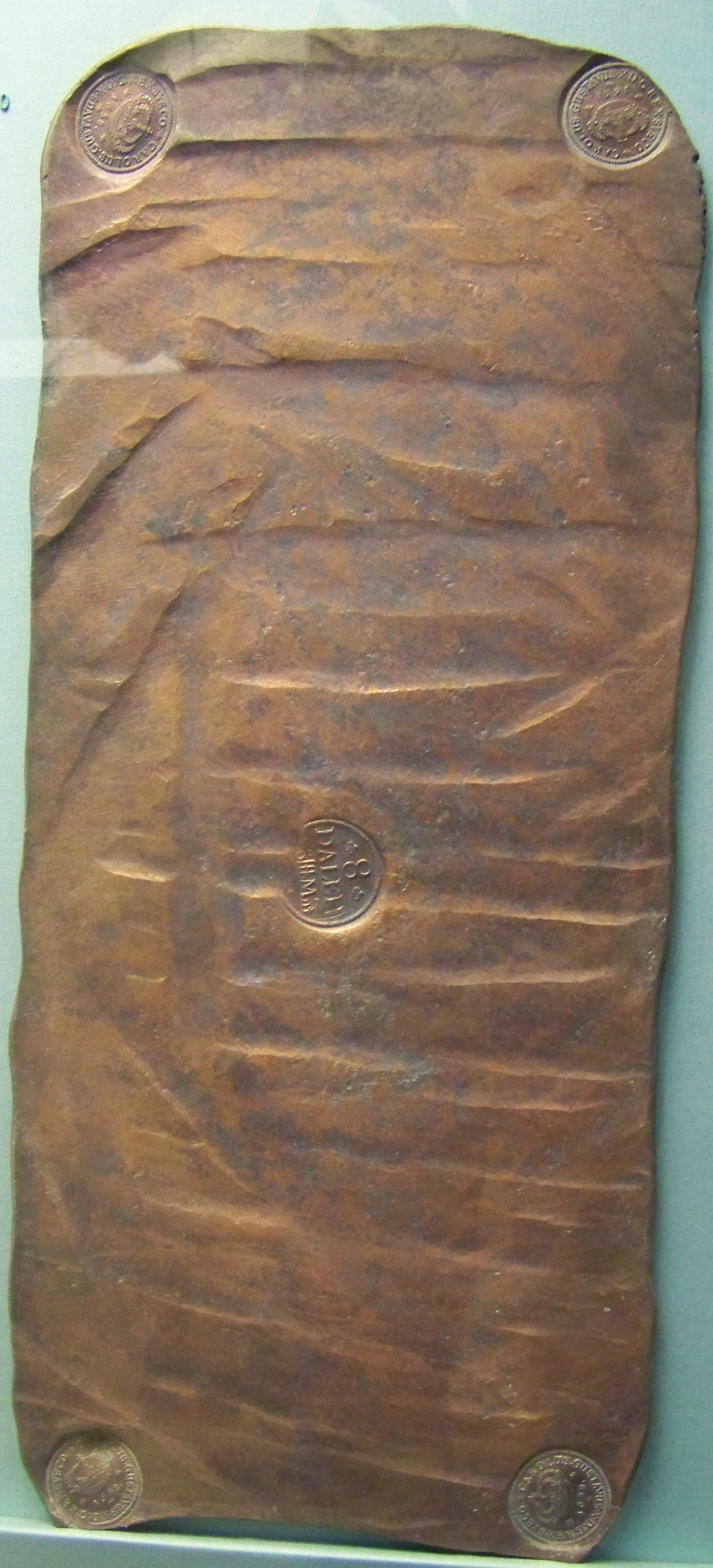
قطعة صفيحية من فئة ثمانية دالر من النقود الصفيحية (plåtmynt) في المتحف البريطاني.

ريكسدالر (بالسويدية: Riksdaler) هو اسم عملة سويدية سُكت للمرة الأولى عام 1604. وأصبحت العملة المعتمدة في السويد خلال الفترة الممتدة من 1777 حتى عام 1873. وسُمي الدالر مثل الدولار نسبةً إلى التالر الألماني. كما سُمِيت عملة رايشستالر الهولندية وغيرها من العملات على نفسِ المنول. ومازال يُشار إلى النقود بالتعبير الدارج في السويد باسم «ريكسدالر». وصدر الدالر بالنحاس وبالفضة بدءاً من عام 1624، وأُصدرت نقود صفيحية نتيجة القيمة المتدنية للنحاس حينها.
دفع الحجم والثقل المرهق للعملة الصفيحية السويد إلى أن تصبح أول بلد في أوروبا يُصدر عملات ورقية. وأصدر مصرف ستوكهولمز بانكو هذه العملات الورقية عام 1661.

## وصلات خارجية
- Edvinsson، Rodney (2010). "Swedish monetary standards in historical perspective". مؤرشف من الأصل في 2018-03-30. اطلع عليه بتاريخ 2012-09-23.